# Boom (Burkina Faso)
Pour les articles homonymes, voir Boom.
Boom est une commune rurale située dans le département de Sapouy de la province du Ziro dans la région du Centre-Ouest au Burkina Faso.